# هولنتون، اتریش
هولنتون  (به آلمانی: Hollenthon) یک منطقهٔ مسکونی در اتریش است که در ناحیه وینر نوی‌اشتات-لاند واقع شده‌است. هولنتون  ۲۳٫۷۹ کیلومتر مربع مساحت دارد ۶۶۱ متر بالاتر از سطح دریا واقع شده‌است.